# Petra (De Baleariske Øer)
 For alternative betydninger, se Petra. (Se også artikler, som begynder med Petra)
Petra er en by og kommune i det østlige Spanien på øen Mallorca i provinsen De Baleariske Øer. Den har et indbyggertal på 3.184 (2024) indbyggere.